# Liste der Kulturdenkmale in Ostrach

Ostracher Wappen

In der Liste der Kulturdenkmale in Ostrach sind die Kulturdenkmale der baden-württembergischen Gemeinde Ostrach im Landkreis Sigmaringen in Deutschland aufgelistet.
Grundlage ist das im September 2000 erstellte Verzeichnis der unbeweglichen Bau- und Kunstdenkmale und der zu prüfenden Objekte des Landesdenkmalamts Baden-Württemberg mit Stand vom 28. Juni 2011.
Die Liste ist nach dem Hauptort, Ortschaften, Teilorten sowie Weilern und innerhalb dieser nach Straßen alphabetisch sortiert.

## Denkmale

### Ostrach
| Objekt         | Lage                            | Baujahr Aufnahme in Denkmalliste | Offizielle Bezeichnung (fett); Beschreibung | DSchG         | Bild          |
| Denkmalstraße  | Denkmalstraße                   | Denkmalstraße                    | Denkmalstraße | Denkmalstraße | Denkmalstraße |
| -------------- | ------------------------------- | -------------------------------- | --- | ------------- | ------------- |
| Flst. 459/1    | 47.955465 9.388347              | 1903                             | Gedenkkapelle Kapelle zum Gedenken an die 1799 in der Schlacht bei Ostrach Gefallenen. Am 17. Mai 1903 wurde durch den Veteranenverein Ostrach der Grundstein für ein Denkmal auf dem Buchbühl gelegt. Zuvor stand auf der noch unbewaldeten Bergkuppe ein einfaches Holzkreuz. Der Entwurf stammt vom hohenzollerischen Architekten und Landeskonservator Wilhelm Friedrich Laur. Die Einweihung des Kuppelbaus aus Otterswanger Muschelkalkstein mit quadratischen Grundriss von 5 × 5 Meter, einer Höhe von neun Meter, schlichtem Innenraum und Gruft erfolgte am 22. Oktober 1903. Die kupfergedeckte Kuppel trägt ein vergoldetes Kreuz. Im Jahre 1945 wurde zum Schutz des Denkmals eine Marienkapelle eingerichtet. | § 2           |               |
| Fabrikweg      |                                 |                                  | |               |               |
| Nr. 1 und 3    | 47.946546 9.378896              | 1875                             | Ehemaliger Bahnhof Zweigeschossiges Empfangsgebäude der 1875 eröffneten württembergischen Eisenbahnstrecke von Pfullendorf nach Altshausen mit bretterverschaltem Schuppen. | § 2           | i. V.         |
| Friedhofstraße |                                 |                                  | |               |               |
| Flst. 658/15   | 47.949176 9.377726              | 1953                             | Gedenkkapelle Kapelle zum Gedenken an die im Ersten und Zweiten Weltkrieg Gefallenen. Verputzter Massivbau mit Deckengemälde | § 2           |               |
| Hauptstraße    |                                 |                                  | |               |               |
| Nr. 21         | 47.952394 9.381123              | 1897                             | Katholische Pfarrkirche „St. Pankratius“ Basilika mit polygonalem Chorabschluss. Verputzter Massivbau, unter Beibehaltung von Chor und Turm aus dem Jahre 1569. 1996 bis 1999 renoviert. | § 2           |               |
| Nr. 23         | 47.952239 9.3816                | 1702                             | Pfarrhaus Auf geschosshohem Sockel zweigeschossiger, verputzter Bau, der 1979/81 unter Verwendung von Türen, Treppen, Stuckelementen und Fenstergittern des Vorgängerbaus aus dem Jahr 1702 errichtet wurde | § 2           | i. V.         |
| Nr. 48         | 47.949345 9.380369              | 1812                             | Kleinbauernhaus Zweigeschossiges Kleinbauernhaus in Fachwerkbauweise | § 2           | i. V.         |
| Kaplaneigasse  |                                 |                                  | |               |               |
| Nr. 6          | 47.953579 9.380502              | 18. Jh.                          | Kaplaneigebäude Zweigeschossiges, verputztes Gebäude mit Walmdach | § 2           | i. V.         |
| Rentamtstraße  |                                 |                                  | |               |               |
| Nr. 1          | 47.953505555556 9.3791861111111 | um 1700                          | Oberamt des Reichsstifts Salem ab 1803 Rentamt, von 1877 bis 1952 Oberförsterei der Fürsten Thurn und Taxis, bestehend aus - zweigeschossigem Wohnhaus, Erdgeschoss massiv, Obergeschoss in Fachwerk - massiver, verputzter Zehntscheune mit Stufengiebel und Wappen (1595) - Waschhaus (18. Jh.) | § 2 (12)      |               |

### Ortschaft Burgweiler
Burgweiler liegt rund viereinhalb Kilometer südwestlich vom Hauptort Ostrach. Zur Ortschaft gehören die Teilorte Burgweiler, Egelreute, Hahnennest, Mettenbuch, Oberochsenbach, Ochsenbach, Ulzhausen, Waldbeuren und Zoznegg sowie die Höfe Freudenberg, Rothenbühl und Sturmberg.

#### Teilort Burgweiler
| Objekt          | Lage         | Baujahr Aufnahme in Denkmalliste | Offizielle Bezeichnung (fett); Beschreibung | DSchG             | Bild         |
| Am Kreuzberg    | Am Kreuzberg | Am Kreuzberg                     | Am Kreuzberg | Am Kreuzberg      | Am Kreuzberg |
| --------------- | ------------ | -------------------------------- | --- | ----------------- | ------------ |
| bei Nr. 12      |              | um 1900                          | Gemeindewaage Fahrzeugwaage mit außen liegender Bodenwaage | § 2               | i. V.        |
| Nr. 16 + 17     |              | um 1875                          | Bahnhof Bahnhof der 1875 eröffneten württembergischen Eisenbahnstrecke von Pfullendorf nach Altshausen; bestehend aus dem ehemaligen Bahnhofstationsgebäude und zwei Nebengebäuden | § 2               | i. V.        |
| Rotenbühlstraße |              |                                  | |                   |              |
| Nr. 13          |              | 12. Jh. 1885                     | Pfarrkirche St. Blasius katholische Saalkirche mit polygonalem Chorabschluss und Chorflankenturm; verputzter Massivbau, Turmstock und Krypta aus dem 12. Jahrhundert, Langhaus und Chor von 1885. Die Kirche ist dem heiligen Bischof Blasius, einem der vierzehn Nothelfer, geweiht. Bereits 1593 wird erwähnt, der Hochaltar der Kirche zu Burgweiler sei zu Ehren der Jungfrau Maria, Johannes des Täufers, des Bischofs Blasius und der Appolonia geweiht. | § 2 / 28.1.3 (12) |              |
| Nr. 14          |              | Anfang 16. Jh.                   | Zehntscheuer ehemalige Zehntscheuer; verputzter Massivbau, Südseite mit Stufengiebel | § 28.1.3          | i. V.        |

#### Teilort Egelreute
| Objekt      | Lage               | Baujahr Aufnahme in Denkmalliste | Offizielle Bezeichnung (fett); Beschreibung                                                                | DSchG | Bild  |
| ----------- | ------------------ | -------------------------------- | --- | ----- | ----- |
| ohne Angabe |                    |                                  | |       |       |
| Flst. 1101  |                    | Anf. 20. Jh.                     | Gemeindewaage Viehwaage                                                                                    | § 2   | i. V. |
| Flst. 1334  | 47.891227 9.374681 |                                  | Kapelle verputzter Massivbau mit Dachreiter                                                                | § 2   |       |
| Flst. 1334  |                    | 1887                             | Wegkreuz Sockelkreuz mit Inschrift und Einfriedung; Sockel und Kreuzstamm aus Sandstein, metallener Korpus | § 2   | i. V. |

#### Teilort Hahnennest
| Objekt      | Lage               | Baujahr Aufnahme in Denkmalliste | Offizielle Bezeichnung (fett); Beschreibung | DSchG      | Bild       |
| Hahnennest  | Hahnennest         | Hahnennest                       | Hahnennest | Hahnennest | Hahnennest |
| ----------- | ------------------ | -------------------------------- | --- | ---------- | ---------- |
| bei Nr. 4/1 | 47.918575 9.325504 | bez. 1906                        | Brunnen Brunnen aus gusseisernem Brunnenstock und Brunnentrog aus Kunststein | § 2        |            |
| Nr. 8       | 47.91849 9.325706  | 1610                             | Kapelle St. Michael verputzter Massivbau mit Dachreiter, in dem eine kleine, 1949 von Benjamin Grüninger gegossene a‘‘-Bronze-Glocke (⌀ 45 mm; ~ 55 kg) aufgehängt ist. Die Grundkonstruktion des Dachreiters besteht aus zwei senkrechten, parallel zueinander verlaufenden Holzpfosten, zwischen denen das Joch der Glocke eingehängt ist, nach oben bildet ein viereckiger Dachreiter den Abschluss. | § 28.1.3   |            |

#### Teilort Mettenbuch
| Objekt      | Lage | Baujahr Aufnahme in Denkmalliste | Offizielle Bezeichnung (fett); Beschreibung                                        | DSchG    | Bild  |
| ----------- | ---- | -------------------------------- | ---------------------------------------------------------------------------------- | -------- | ----- |
| ohne Angabe |      |                                  |                                                                                    |          |       |
| Flst. 1601  |      | 1780                             | Kapelle St. Antonius von Padua verputzter Massivbau mit Dachreiter; renoviert 1947 | § 28.1.3 | i. V. |

#### Teilort Ochsenbach
| Objekt       | Lage         | Baujahr Aufnahme in Denkmalliste | Offizielle Bezeichnung (fett); Beschreibung                                                 | DSchG        | Bild         |
| Falkenstraße | Falkenstraße | Falkenstraße                     | Falkenstraße                                                                                | Falkenstraße | Falkenstraße |
| ------------ | ------------ | -------------------------------- | ------------------------------------------------------------------------------------------- | ------------ | ------------ |
| Nr. 15       |              | um 1900                          | Kapelle Unserer Lieben Frau verputzter Massivbau mit Dachreiter; auch Marienkapelle genannt | § 28.1.3     | i. V.        |
| Flst. 2016   |              | bez. 1903                        | Wegkreuz Sockelkreuz; Sandsteinsockel mit Inschrift und aufgesetztem gusseisernem Kreuz     | § 2          | i. V.        |

#### Teilort Waldbeuren
| Objekt     | Lage       | Baujahr Aufnahme in Denkmalliste | Offizielle Bezeichnung (fett); Beschreibung | DSchG      | Bild       |
| Auenstraße | Auenstraße | Auenstraße                       | Auenstraße | Auenstraße | Auenstraße |
| ---------- | ---------- | -------------------------------- | --- | ---------- | ---------- |
| Nr. 4      |            | 12. Jh.                          | Kapelle St. Mauritius Massivbau mit Dachreiter; eine der ältesten Kapellen des Linzgaus; sie wurde zu romanischer Zeit (12. Jahrhundert) erbaut und zeichnet sich durch ihre wertvollen Wandfresken aus. | § 28.1.3   |            |

#### Teilort Zoznegg
| Objekt      | Lage | Baujahr Aufnahme in Denkmalliste | Offizielle Bezeichnung (fett); Beschreibung                                                | DSchG | Bild  |
| ----------- | ---- | -------------------------------- | ------------------------------------------------------------------------------------------ | ----- | ----- |
| ohne Angabe |      |                                  |                                                                                            |       |       |
| Flst. 2915  |      | bez. 1899                        | Wegkreuz Sockelkreuz mit Inschrift; Sockel und Kreuzstamm aus Sandstein, metallener Korpus | § 2   | i. V. |

### Ortschaft Jettkofen
Jettkofen liegt rund zwei Kilometer nördlich vom Hauptort Ostrach im Tal der Ostrach.
| Objekt                               | Lage                            | Baujahr Aufnahme in Denkmalliste  | Offizielle Bezeichnung (fett); Beschreibung | DSchG               | Bild                |
| Am Gunzenhauser Weg                  | Am Gunzenhauser Weg             | Am Gunzenhauser Weg               | Am Gunzenhauser Weg | Am Gunzenhauser Weg | Am Gunzenhauser Weg |
| ------------------------------------ | ------------------------------- | --------------------------------- | --- | ------------------- | ------------------- |
| Flst. 335                            | 47.974359 9.366482              |                                   | Feldkreuz Hölzernes Hochkreuz | § 2                 |                     |
| Einharter Straße                     |                                 |                                   | |                     |                     |
| Flst. 23                             | 47.969378 9.366337              | 1579 / 1748 ren. 1934, 1951, 1985 | Kapelle St. Wolfgang und Katharina Verputzter Massivbau mit Dachreiter; Jettkofen war seit dem 13. Jahrhundert kirchliche Filial der Pfarrei Ostrach. 1568 wird ein Soldhaus „hinter der Kapell“ verliehen, so dass zu dieser Zeit die Kapelle wahrscheinlich schon gestanden hat; 1579 Weihung der Kapell durch Konstanzer Weihbischof Balthasar; der Um- oder Neubau der heutigen Kapelle erfolgte dann in der Zeit des mächtigen Abtes Anselm II. von Salem, anno 1748. | § 2                 |                     |
| Mühlgasse                            |                                 |                                   | |                     |                     |
| Nr. 6                                | 47.9661 9.3711694444444         | bez. 1832                         | Mühle Ehemalige Mühle – heute ein Wohnhaus, mit Mühlkanal | § 2                 |                     |
| Ostracher Straße                     |                                 |                                   | |                     |                     |
| zwischen Nr. 9 und Nr. 13            |                                 |                                   | Brunnen Gusseiserner Brunnen, bestehend aus Brunnenstock und Schale | § 2                 |                     |
| Tafertsweiler Straße                 |                                 |                                   | |                     |                     |
| Flst. 147                            | 47.968419444444 9.3744972222222 | bez. 1882                         | Wegkreuz Sockelkreuz mit Inschrift „Durch das Zeichen des Kreuzes erlöse uns, o Gott von unseren Leiden.“ und Umfassungssteinen; Sockel und Kreuzstamm aus Sandstein, gusseiserner Korpus | § 2                 |                     |
| außerhalb der Ortslage, an der L 286 |                                 |                                   | |                     |                     |
| Flst. 697                            | 47.963272222222 9.3665416666667 | ? neu: 1962 rest. 2000            | Erinnerungssäule Säule, die an die Schlacht bei Ostrach im Jahr 1799 erinnert; Eichenpfosten mit Bildtafel auf der Vorderseite und erhaben herausgearbeitetem Kreuz | § 2                 | i. V.               |

### Ortschaft Kalkreute-Spöck
Kalkreute-Spöck liegt etwa dreieinhalb Kilometer südwestlich vom Hauptort Ostrach. Die Ortschaft besteht aus den Teilorten Spöck und Kalkreute.

#### Teilort Kalkreute
| Objekt                 | Lage               | Baujahr Aufnahme in Denkmalliste | Offizielle Bezeichnung (fett); Beschreibung | DSchG         | Bild          |
| Brunnenstraße          | Brunnenstraße      | Brunnenstraße                    | Brunnenstraße | Brunnenstraße | Brunnenstraße |
| ---------------------- | ------------------ | -------------------------------- | --- | ------------- | ------------- |
| Nr. 4                  | 47.930473 9.337388 | 1491 erw. 17. Jh. verä. 19. Jh.  | Kapelle St. Wendelin Verputzter Massivbau mit Dachreiter; im Kern 1491, im 17. Jahrhundert erweitert, im 19. Jahrhundert verändert; kirchlich gehörte Kalkreute schon früh als „Filial“ zur Pfarrei Ostrach, von der „capell zu Kalckrutin“ erfahren wir erstmals bei der Gründung der ewigen Frühmesse in der Pfarrkirche zu Ostrach im Jahre 1490/91; im Grundriss ein langgestrecktes Rechteck, dessen Ostteil wohl mittelalterlich ist, die westliche Erweiterung wurde gegen Ende des 17. Jahrhunderts gebaut. | § 2           |               |
| Flst. 362              | 47.931331 9.336071 | 1909                             | Brunnen Bestehend aus gusseisernem Brunnenstock und Brunnentrog aus Kunststein | § 2           |               |
| außerhalb der Ortslage |                    |                                  | |               |               |
| Flst. 37               |                    | bez. 1935                        | Wegkreuz Sockelkreuz mit Inschrift; Sockel und Kreuzstamm aus Kunststein, metallener Korpus | § 2           | i. V.         |

### Ortschaft Laubbach
Laubbach liegt etwa zweieinhalb Kilometer südlich vom Hauptort Ostrach im Tal der Ostrach. Die Ortschaft besteht aus den drei Teilorten Laubbach, Ober- und Unterweiler.

#### Teilort Laubbach
| Objekt                 | Lage     | Baujahr Aufnahme in Denkmalliste | Offizielle Bezeichnung (fett); Beschreibung | DSchG    | Bild     |
| Kirchweg               | Kirchweg | Kirchweg                         | Kirchweg | Kirchweg | Kirchweg |
| ---------------------- | -------- | -------------------------------- | --- | -------- | -------- |
| Nr. 16 Flst. 4         |          | 1602 ren. 1993/95                | Kapelle St. Nikolaus / Marienkapelle Saalkirche mit polygonem Chorabschluss und Westturm; der Turm wurde erst im Jahre 1868 angebaut und misst mit dem Kreuz 28,70 Meter; damals wurden auch zwei neue Glocken angeschafft, jede dieser Glocken wurde Opfer eines Krieges, erst seit 1955 ist das Geläute in St. Nikolaus wieder vollständig. | § 28.1.2 | i. V.    |
| Laubbacher Mühle       |          |                                  | |          |          |
| Flst. 282              |          | 1848                             | Wegkreuz Sockelkreuz; Sockel aus Tuffstein, gusseisernes Kreuz | § 2      | i. V.    |
| außerhalb der Ortslage |          |                                  | |          |          |
| Flst. 161              |          | bez. 1848                        | Wegkreuz Sockelkreuz; Sockel aus Tuffstein, gusseisernes Kreuz | § 2      | i. V.    |

#### Teilort Oberweiler
| Objekt      | Lage | Baujahr Aufnahme in Denkmalliste | Offizielle Bezeichnung (fett); Beschreibung                    | DSchG | Bild  |
| ----------- | ---- | -------------------------------- | -------------------------------------------------------------- | ----- | ----- |
| ohne Angabe |      |                                  |                                                                |       |       |
| Flst. 29    |      | um 1860/70                       | Wegkreuz Sockelkreuz; Sockel aus Tuffstein, gusseisernes Kreuz | § 2   | i. V. |

#### Teilort Unterweiler
| Objekt                                 | Lage                   | Baujahr Aufnahme in Denkmalliste | Offizielle Bezeichnung (fett); Beschreibung                                                | DSchG                  | Bild                   |
| Königseggwalder Straße                 | Königseggwalder Straße | Königseggwalder Straße           | Königseggwalder Straße                                                                     | Königseggwalder Straße | Königseggwalder Straße |
| -------------------------------------- | ---------------------- | -------------------------------- | ------------------------------------------------------------------------------------------ | ---------------------- | ---------------------- |
| Nr. 7 Flst. 25 früher: Unterweiler 9   |                        | um 1900                          | Backhaus                                                                                   | § 2                    | i. V.                  |
| Sankt-Nepomuk-Straße                   |                        |                                  |                                                                                            |                        |                        |
| Nr. 15 Flst. 14 früher: Unterweiler 17 |                        | wohl um 1800                     | Sankt-Nepomuk-Kapelle verputzter Massivbau mit Dachreiter                                  | § 28.1.2               | i. V.                  |
| ohne Angabe                            |                        |                                  |                                                                                            |                        |                        |
| Flst. 38/1                             |                        |                                  | Wegkreuz Sockelkreuz mit Inschrift; Sockel und Kreuzstamm aus Sandstein, metallener Korpus | § 2                    | i. V.                  |

### Ortschaft Magenbuch-Lausheim
Magenbuch-Lausheim liegt etwa fünf Kilometer nordwestlich vom Hauptort Ostrach. Die Ortschaft besteht aus den Teilorten Lausheim und Magenbuch.

#### Teilort Lausheim
| Objekt      | Lage     | Baujahr Aufnahme in Denkmalliste | Offizielle Bezeichnung (fett); Beschreibung | DSchG    | Bild     |
| Lausheim    | Lausheim | Lausheim                         | Lausheim | Lausheim | Lausheim |
| ----------- | -------- | -------------------------------- | --- | -------- | -------- |
| Nr. 34      |          | bez. 1732                        | Hofanlage - ehemaliges salmansweilersches Amtshaus: zweigeschossiger, verputzter Bau mit Walmdach (18. Jh.) - ehemalige Zehntscheuer: Massivbau mit Walmdach und Wappen (1732) - Ofenhaus | § 2      | i. V.    |
| Nr. 54      |          | 1496 erw. 18. Jh.                | Kapelle St. Rupertus Romanischer, verputzter Bau mit halbrunder Apsis aus dem 12. Jahrhundert, der 1496 geweiht wurde. Die Fenster wurden im 18. Jahrhundert vergrößert. Zur Ausstattung zählen ein Altar (um 1700) und einige Bildwerke vom 14. bis 18. Jahrhundert, darunter auch ein Gemälde der Heiligen Ida von Toggenburg aus dem Jahre 1797. | § 2      | i. V.    |
| ohne Angabe |          |                                  | |          |          |
| Flst. 96/3  |          | bez. 1943                        | Wegkreuz Sockelkreuz mit Inschrift; Sockel und Kreuzstamm aus Sandstein, metallener Korpus | § 2      | i. V.    |

#### Teilort Magenbuch
| Objekt                 | Lage            | Baujahr Aufnahme in Denkmalliste | Offizielle Bezeichnung (fett); Beschreibung | DSchG           | Bild            |
| Meginhardstraße        | Meginhardstraße | Meginhardstraße                  | Meginhardstraße | Meginhardstraße | Meginhardstraße |
| ---------------------- | --------------- | -------------------------------- | --- | --------------- | --------------- |
| Nr. 12                 |                 | 1725                             | Pfarrkirche St. Pankratius verputzter Massivbau; Saalkirche mit zwei Dachreitern, unter teilweiser Verwendung eines mittelalterlichen Vorgängerbaus von Lukas Schindler | § 2 (12)        | i. V.           |
| außerhalb der Ortslage |                 |                                  | |                 |                 |
| Flst. 94               |                 | bez. 1923                        | Gedenkstein zum Gedenken an Albrecht Dunz; Kunststein | § 2             | i. V.           |
| Flst. 138              |                 |                                  | Wegkreuz Hochkreuz mit zweiter Figur am Kreuzstamm | § 2             | i. V.           |

### Ortschaft Tafertsweiler
Tafertsweiler liegt rund 3,2 Kilometer nordöstlich vom Hauptort Ostrach in einer Endmoränenlandschaft. Die Ortschaft besteht aus den Teilorten Bachhaupten, Eschendorf, Gunzenhausen, Tafertsweiler und Wirnsweiler.

#### Teilort Bachhaupten
| Objekt     | Lage                            | Baujahr Aufnahme in Denkmalliste | Offizielle Bezeichnung (fett); Beschreibung | DSchG     | Bild      |
| Kirchberg  | Kirchberg                       | Kirchberg                        | Kirchberg | Kirchberg | Kirchberg |
| ---------- | ------------------------------- | -------------------------------- | --- | --------- | --------- |
| Nr. 7      | 47.982480555556 9.4288638888889 | 1727/28                          | Pfarrkirche St. Michael verputzter Massivbau; katholische Saalkirche mit halbrundem Chorabschluss und Chorflankenturm, Kirchhof, Beinhaus, älteren Grabsteinen, Denkmal für die im Ersten sowie Zweiten Weltkrieg Gefallenen und Ummauerung; Stuckmarmoraltäre von Joseph Anton Feuchtmayr, Kanzel von 1727.                                                                    | § 2 (12)  |           |
| Flst. 66   | 47.981519444444 9.4285777777778 | um 1862                          | Ortstafel Ort: Bachhaupten, Oberamt: Sigmaringen, Landwehrbezirk: Coblenz - Meldeamt: Sigmaringen | § 2       |           |
| Klosterhof |                                 |                                  | |           |           |
| Flst. 54/3 | 47.983341666667 9.4289611111111 | um 1700                          | Ummauerung des ehemaligen Klosterhofs der Salemer Herrschaft Ostrach mit Wappen im Portal Um 1700 Bau der Klostermauer sowie des Pflegehofgebäudes; 1803 Aufhebung des Klosters Salem, Bachhaupten fällt an den Fürsten von Thurn und Taxis, nachfolgend geht der Hof in Privatbesitz über; 1972 Abriss des Pflegehofs, lediglich ein Teil der Mauer mit Portal bleibt erhalten | § 2       |           |

#### Teilort Eschendorf
| Objekt      | Lage                            | Baujahr Aufnahme in Denkmalliste | Offizielle Bezeichnung (fett); Beschreibung                                                                  | DSchG           | Bild       |
| Eschendorf  | Eschendorf                      | Eschendorf                       | Eschendorf                                                                                                   | Eschendorf      | Eschendorf |
| ----------- | ------------------------------- | -------------------------------- | --- | --------------- | ---------- |
| Nr. 7       |                                 | 1727/28                          | Hofanlage Hofanlage mit zweigeschossigem, verputztem Wohnhaus und Scheuer mit backsteinausgefachtem Fachwerk | noch in Prüfung | i. V.      |
| ohne Angabe |                                 |                                  | |                 |            |
| Flst. 92/2  |                                 | um 1865                          | Wegkreuz Sockelkreuz mit gusseisernem Kreuz                                                                  | § 2             | i. V.      |
| Flst. 138   | 47.990841666667 9.4170694444444 |                                  | Bildstock Bildhäuschen auf quadratischem Sockel                                                              | § 2             |            |

#### Teilort Tafertsweiler
| Objekt                 | Lage                            | Baujahr Aufnahme in Denkmalliste | Offizielle Bezeichnung (fett); Beschreibung | DSchG           | Bild            |
| Mengener Straße        | Mengener Straße                 | Mengener Straße                  | Mengener Straße | Mengener Straße | Mengener Straße |
| ---------------------- | ------------------------------- | -------------------------------- | --- | --------------- | --------------- |
| Nr. 14                 |                                 | 17. Jh.                          | Bauernhaus Einhaus mit zweigeschossigem Wohnbereich und Bohlenbalkendecke | § 2             | i. V.           |
| Ortsstraße             |                                 |                                  | |                 |                 |
| Nr. 20                 | 47.975641666667 9.4076638888889 | 1826/27 1923                     | Pfarrkirche St. Urban Verputzter Massivbau; Saalkirche mit langschiffigen Baukörper und eingezogenem Chor, Sakristeianbau und Dachreiter auf Spitzdach. Im Jahr 1959 Anschaffung drei neuer Glocken an, deren kleinste dem Kirchenpatron Sankt Urban, die mittlere der heiligen Gottesmutter Maria und die größte als Christusglocke dem Gedenken der Gefallenen und Vermissten beider Weltkriege durch Missionsbischof Augustin Olbert geweiht wurden. | § 2             |                 |
| außerhalb der Ortslage |                                 |                                  | |                 |                 |
| Flst. 405              |                                 | bez. 1949                        | Wegkreuz Wegkreuz mit Inschrift, Kunststein | § 2             | i. V.           |
| Flst. 493              | 47.98095 9.4087111111111        | bez. 1886                        | Friedhof Gottesacker mit Friedhofskreuz aus Sandstein (1886), Denkmal an die Gefallenen der beiden Weltkriege, Gedenkstein für Josef Heinzler, diversen Grabsteinen sowie Ummauerung mit Nischen | § 2             |                 |

#### Teilort Wirnsweiler
| Objekt      | Lage                            | Baujahr Aufnahme in Denkmalliste | Offizielle Bezeichnung (fett); Beschreibung | DSchG       | Bild        |
| Wirnsweiler | Wirnsweiler                     | Wirnsweiler                      | Wirnsweiler | Wirnsweiler | Wirnsweiler |
| ----------- | ------------------------------- | -------------------------------- | --- | ----------- | ----------- |
| Nr. 5       | 47.974877777778 9.4355222222222 | um 1915                          | Wendelinskapelle Mitten im Ersten Weltkrieg erbauten vier Wirnsweiler Familien die dem Heiligen Wendelin geweihte Kapelle, ein verputzter Massivbau mit Dachreiter. Kirchenpolitisch gehört Wirnsweiler zur Pfarrgemeinde Bolstern, das Kapellenpatrozinium wird am 20. Oktober gefeiert. | § 2         |             |

### Ortschaft Wangen
Wangen liegt rund dreieinhalb Kilometer nordwestlich vom Hauptort Ostrach im Tal der Ostrach, zwischen den Ortschaften Jettkofen im Südosten und Weithart im Norden.
| Objekt      | Lage   | Baujahr Aufnahme in Denkmalliste | Offizielle Bezeichnung (fett); Beschreibung | DSchG    | Bild   |
| Wangen      | Wangen | Wangen                           | Wangen | Wangen   | Wangen |
| ----------- | ------ | -------------------------------- | --- | -------- | ------ |
| Nr. 19      |        | 1611                             | Kapelle St. Michael verputzter Massivbau mit Dachreiter und Fachwerk; im Kern romanisch (12. Jh.). Die anno 1900 angeschaffte Glocke, auch Wetterglocke genannt, wurde geläutet, wenn schwere Gewitter mit Sturm und Hagel herannahten, und rief die Dorfbewohner dazu auf, die Wetterkerzen anzuzünden und um den Schutz der Herrgotts für Mensch, Tier und Hof zu beten. | § 28.1.3 |        |
| ohne Angabe |        |                                  | |          |        |
| Flst. 21/3  |        | bez. 1904                        | Brunnen Brunnentrog aus Kunststein und gusseiserner Brunnenstock | § 2      |        |
| Flst. 204   |        | bez. 1619                        | Wegkreuz Sockelkreuz mit Inschrift; Sockel und Kreuzstamm aus Kunststein, metallener Korpus | § 2      |        |

### Ortschaft Weithart
Die Ortschaft Weithart liegt rund fünfeinhalb Kilometer nordwestlich vom Hauptort Ostrach, sie besteht aus den Teilorten Bernweiler, Eimühle, Einhart, Habsthal und Levertsweiler.

#### Teilort Eimühle
| Objekt            | Lage              | Baujahr Aufnahme in Denkmalliste | Offizielle Bezeichnung (fett); Beschreibung | DSchG   | Bild    |
| Eimühle           | Eimühle           | Eimühle                          | Eimühle | Eimühle | Eimühle |
| ----------------- | ----------------- | -------------------------------- | --- | ------- | ------- |
| Nr. 1 Flst. 190/1 | 47.99225 9.334579 | bez. 1664                        | Eimühle ehemalige Getreidemühle des Klosters Habsthal an der Ostrach; bestehend aus zweigeschossigem, verputztem Hauptgebäude (heute Töpferei) mit doppeltgeschweiften Giebeln sowie zwei Scheunen | § 2     |         |

#### Teilort Einhart
| Objekt       | Lage               | Baujahr Aufnahme in Denkmalliste | Offizielle Bezeichnung (fett); Beschreibung | DSchG        | Bild         |
| Am Hohenberg | Am Hohenberg       | Am Hohenberg                     | Am Hohenberg | Am Hohenberg | Am Hohenberg |
| ------------ | ------------------ | -------------------------------- | --- | ------------ | ------------ |
| Nr. 8        | 47.990502 9.347261 | um 1524 erw. 1720                | Pfarrkirche St. Nikolaus verputzter Massivbau, Saalkirche mit polygonalem Chorabschluss und Chorflankenturm; Langhaus von 1720, Turm um 1524; Kirchhof und Ummauerung | § 2 (12)     |              |
| Nr. 10       | 47.990633 9.347526 | 16./17. Jh.                      | Pfarrhaus verputzter zweigeschossiger Bau | § 2          | i. V.        |
| Mühlenstraße |                    |                                  | |              |              |
| Nr. 27       | 47.990623 9.345176 |                                  | Scheuer Scheuer in Fachwerkbauweise | § 2          | i. V.        |

#### Teilort Habsthal
| Objekt                                                                        | Lage                            | Baujahr Aufnahme in Denkmalliste | Offizielle Bezeichnung (fett); Beschreibung | DSchG         | Bild          |
| Klosterstraße                                                                 | Klosterstraße                   | Klosterstraße                    | Klosterstraße | Klosterstraße | Klosterstraße |
| ----------------------------------------------------------------------------- | ------------------------------- | -------------------------------- | --- | ------------- | ------------- |
| Nr. 1, 3, 4, 5, 10, 11, 15 und 21 Flst. 12/3, 14/2, 15/2, 15/4, 18/7 und 26/1 | 47.991388888889 9.3216666666667 | seit 1259                        | Kloster Habsthal Das ehemalige Dominikanerinnenkloster, heute „Benediktinerinnenkloster Unserer Lieben Frau Habsthal“, mit Kloster- und Pfarrkirche St. Stephan, Konventgebäude, Ölbergkapelle (1679), Josephskapelle (1920), Friedhof und Klosterummauerung; dazugehörend - ehemalige Zehntscheuer (1712) - drei Wirtschaftsgebäude - Brauhaus - Eis- und Lagerkeller | § 2           |               |

#### Teilort Levertsweiler
| Objekt                 | Lage               | Baujahr Aufnahme in Denkmalliste | Offizielle Bezeichnung (fett); Beschreibung | DSchG    | Bild    |
| Hirsten                | Hirsten            | Hirsten                          | Hirsten | Hirsten  | Hirsten |
| ---------------------- | ------------------ | -------------------------------- | --- | -------- | ------- |
| Nr. 1                  | 47.98129 9.323617  | Anf. 19. Jh.                     | Bauernhaus Einhaus mit zweigeschossigem Wohnbereich; Erdgeschoss verputzt, Obergeschoss mit Fachwerk | § 2      | i. V.   |
| St. Lucia Weg          |                    |                                  | |          |         |
| Nr. 2                  | 47.982607 9.322741 | 1753                             | Pfarrhaus zweigeschossiger, verputzter Bau mit Walmdach; unter Abt Anselm vom Reichsstift Salem erbaut | § 2      | i. V.   |
| Nr. 8                  | 47.982241 9.322526 | 15. Jh. 1840                     | Pfarrkirche St. Lucia massive, verputzte Saalkirche; nach Plänen des Thurn und Taxischen Werkmeisters Baur aus Bad Buchau errichtet; Turm aus dem 15. Jahrhundert, mit Stufengiebeln Zur Ausstattung gehören mehrere qualitätvolle gotische Holzskulpturen: Heilige Barbara und Katharina (beide um 1500) sowie Martin und Wendelin (beide um 1400). | § 2 (12) |         |
| Weithartstraße         |                    |                                  | |          |         |
| Nr. 27                 | 47.984519 9.318498 | 1755                             | Zehntscheuer ehemalige salemische Zehntscheuer, Fachwerk; 1755 nach einer Zeichnung von Meinrad von Au erbaut, 1803 bis 1862 im Besitz des Thurn- und Taxischen Rentamts in Ostrach | § 2      | i. V.   |
| ohne Angabe            |                    |                                  | |          |         |
| Flst. 188/2            |                    | bez. 1940                        | Wegkreuz Sockelkreuz mit Inschrift; Sockel und Kreuzstamm aus Kunststein | § 2      | i. V.   |
| außerhalb der Ortslage |                    |                                  | |          |         |
| Flst. 231              |                    |                                  | Bildstock massiver, verputzter Bildstock mit Pietà | § 2      | i. V.   |

### Gesamte Gemarkung
| Objekt            | Lage              | Baujahr Aufnahme in Denkmalliste | Offizielle Bezeichnung (fett); Beschreibung | DSchG             | Bild              |
| Gesamte Gemarkung | Gesamte Gemarkung | Gesamte Gemarkung                | Gesamte Gemarkung | Gesamte Gemarkung | Gesamte Gemarkung |
| ----------------- | ----------------- | -------------------------------- | --- | ----------------- | ----------------- |
| div.              | div.              | 18./19. Jh.                      | Historische Grenzsteine Historische Grenzsteine der früheren Grenzen zwischen Hohenzollern, Württemberg und Baden; Sachgesamtheit mit sämtlichen weiteren Grenzsteinen auf der Gemarkung wie zum Beispiel Gerichtsbarkeit-, Wald-, Zehnt-, Jagd- und Waid-Grenzsteine sowie Geleitsteine. | § 2               |                   |